# فيكتور وانياما
فيكتور وانياما (إنجليزية: Victor Wanyama, مواليد 25 يونيو 1991)، لاعب كرة قدم كيني يجيد اللعب في مركز الوسط مع منتخب كينيا وكذلك مع نادي ساوثهامبتون الإنجليزي.
فيكتور وانياما سبق له اللعب مع نادي سيلتيك الإسكتلندي، كما شارك معه في الفوز التاريخي على نادي برشلونة الإسباني بنتيجة 2-1 في دوري المجموعات من دوري أبطال أوروبا.

## روابط خارجية
- فيكتور وانياما على موقع الاتحاد الأوربي (الإنجليزية)
- فيكتور وانياما على موقع الدوري الأمريكي (الإنجليزية)
- فيكتور وانياما على موقع إي إس بي إن إف سي (الإنجليزية)
- فيكتور وانياما على موقع قاعدة بيانات كرة القدم.إي يو (الإنجليزية)
- فيكتور وانياما على موقع ناشيونال فوتبول تيمز (الإنجليزية)
- فيكتور وانياما على موقع Soccerbase.com (لاعب) (الإنجليزية)
- فيكتور وانياما على موقع Soccerway.com (الإنجليزية)
- فيكتور وانياما على موقع عالم كرة القدم.نت (الإنجليزية)
- فيكتور وانياما على موقع كووورة
- فيكتور وانياما على موقع AS.com (الإسبانية)